# Sanctuaire Notre-Dame-de-Częstochowa de Doylestown
Le sanctuaire Notre-Dame-de-Częstochowa est une église située à Doylestown dans l’État de Pennsylvanie aux États-Unis, que l’Église catholique rattache à l’archidiocèse de Philadelphie. La Conférence des évêques catholiques des États-Unis l’a désigné sanctuaire national en 2009.

## Monuments
- Monument aux Soldats Indomptables à la Częstochowa américaine[3],[4]

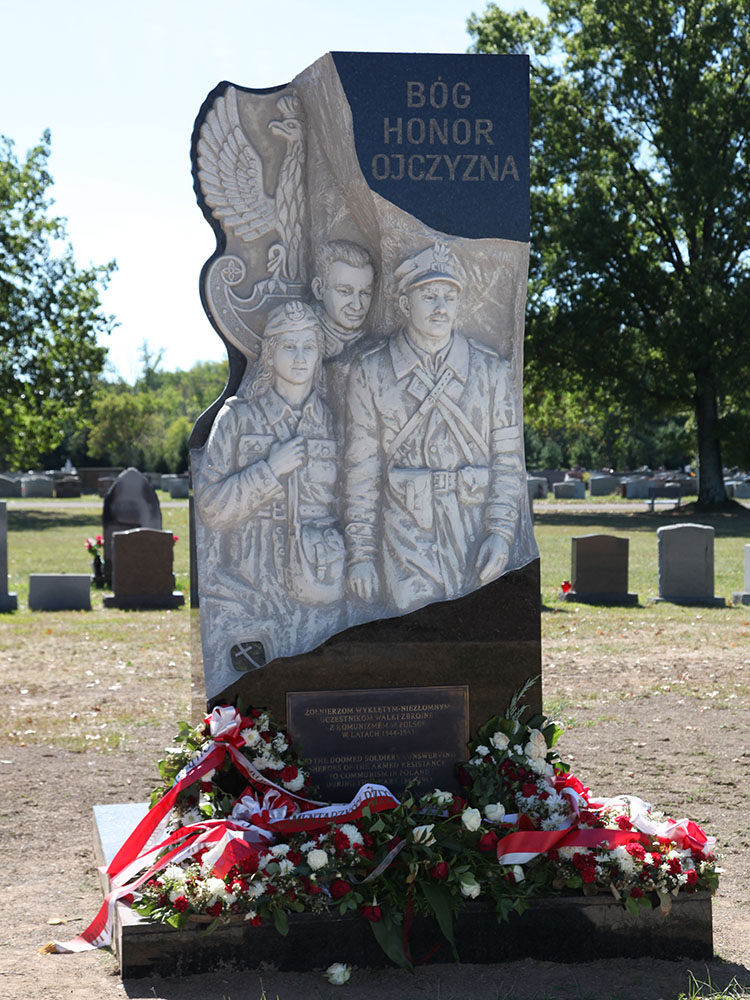
Monument aux Soldats Indomptables (Inka, Druh et Łupaszko)